# Confessio
Pour l’article ayant un titre homophone, voir Confession.

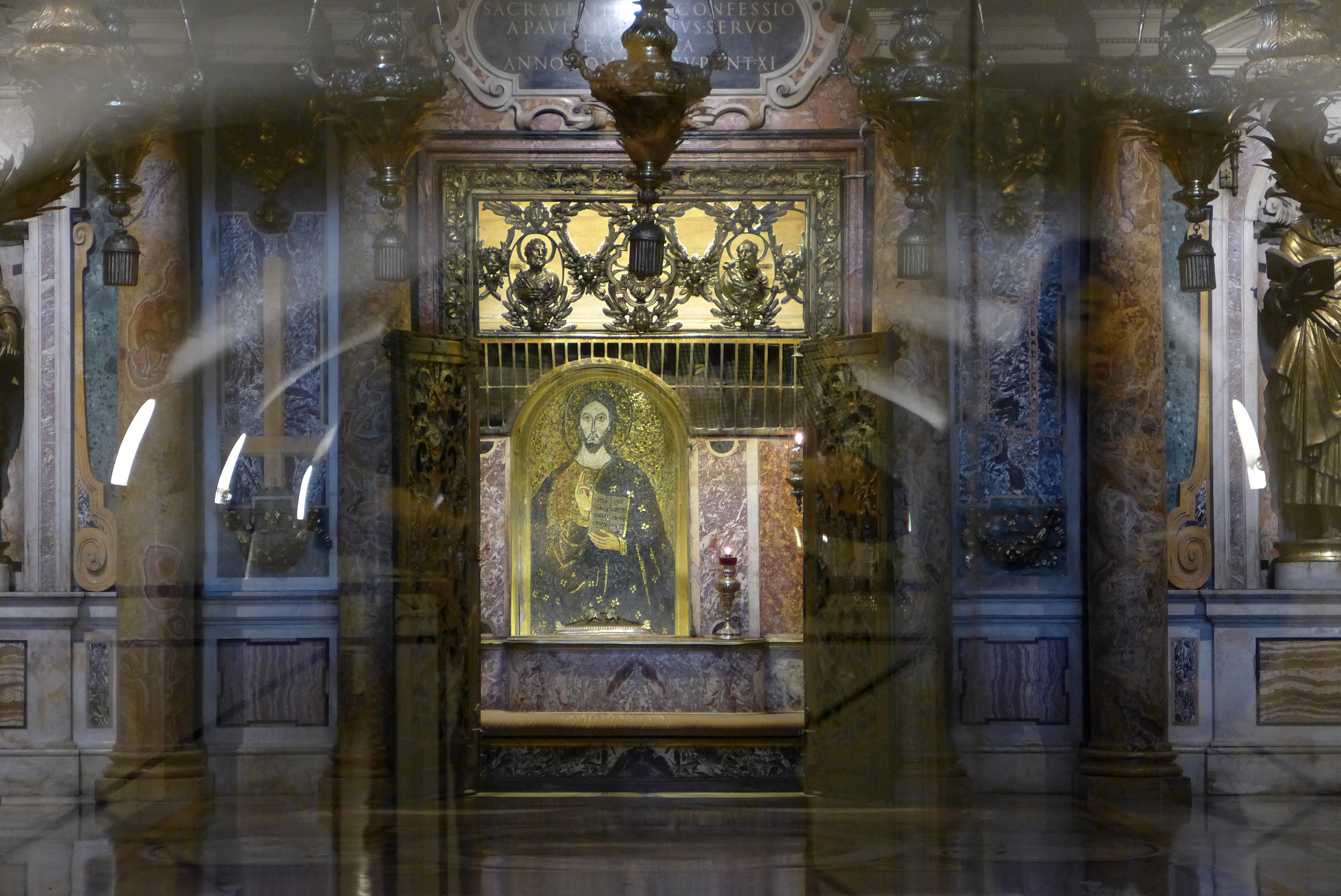
« Confession Saint-Pierre », chapelle de la Basilique Saint-Pierre qui est selon la tradition édifiée sur le tombeau de l'apôtre Pierre et construite de 1615 à 1617 par l'architecte Carlo Maderno.

Une confessio (du latin chrétien confessio, « aveu de ses péchés à Dieu, à un prêtre ; profession de foi », du latin classique « aveu »), en français confession, est un petit espace où reposent les reliques d'un saint (appelé confesseur pour avoir confessé sa foi de manière héroïque). Par extension, elle désigne dans une église au Moyen Âge l’autel bâti au-dessus de ses reliques, ainsi que la chapelle ou la crypte enfermant l’ensemble. En cas de martyr on parle plutôt de martyrium.
Une confessio désigne aussi un récit hagiographique de type vita dans lequel l'auteur reconnaît ses fautes.

## Historique
Les premières reliques des martyrs sont vénérées dans les cimetières en célébrant les saints mystères sur leurs tombes, les plus riches pouvant être inhumés ad sanctos (« près des Saints ») afin de bénéficier de leur virtus. À partir du IVe siècle, des martyria construits en dehors des villes puis dans les centres urbains abritent des reliquaires ou des monuments dédiés, les memoriae funéraires, nécessaires après la translation et la division des reliques (le nombre des martyrs diminuant après la conversion de Constantin Ier qui s'accompagne d'une christianisation de l'Empire). Sur ces monuments paléochrétiens sont construites des églises dans lesquelles on associe de plus en plus étroitement à la célébration de la messe la vénération des martyrs et des saints par la présence de leurs reliques. Dès le VIe siècle, des reliques sont placées au-dessus de l'autel (appelé autel-exposition) comme à la place la plus honorable.
La confessio qui apparaît à la même époque est interdite aux fidèles et pèlerins. Alors que l’autel-exposition garde une ouverture importante permettant de vénérer les reliques, l’autel-confession rend les reliques inaccessibles qui sont placées dans une petite cavité (le loculus) ménagée dans son socle ou son pied ou dans de petites ouverture dans l'autel ou en dessous : la fenestella confessionis, lorsque le grillage qui la ferme se trouve dans une position verticale,  la cataracta, lorsque la clôture est posée horizontalement et fait partie du pavement du chœur ou de la nef. Le fidèle se place devant ces ouvertures pour prier ou faire descendre des étoffes jusqu'aux reliques pour faire du tissu une relique de contact.

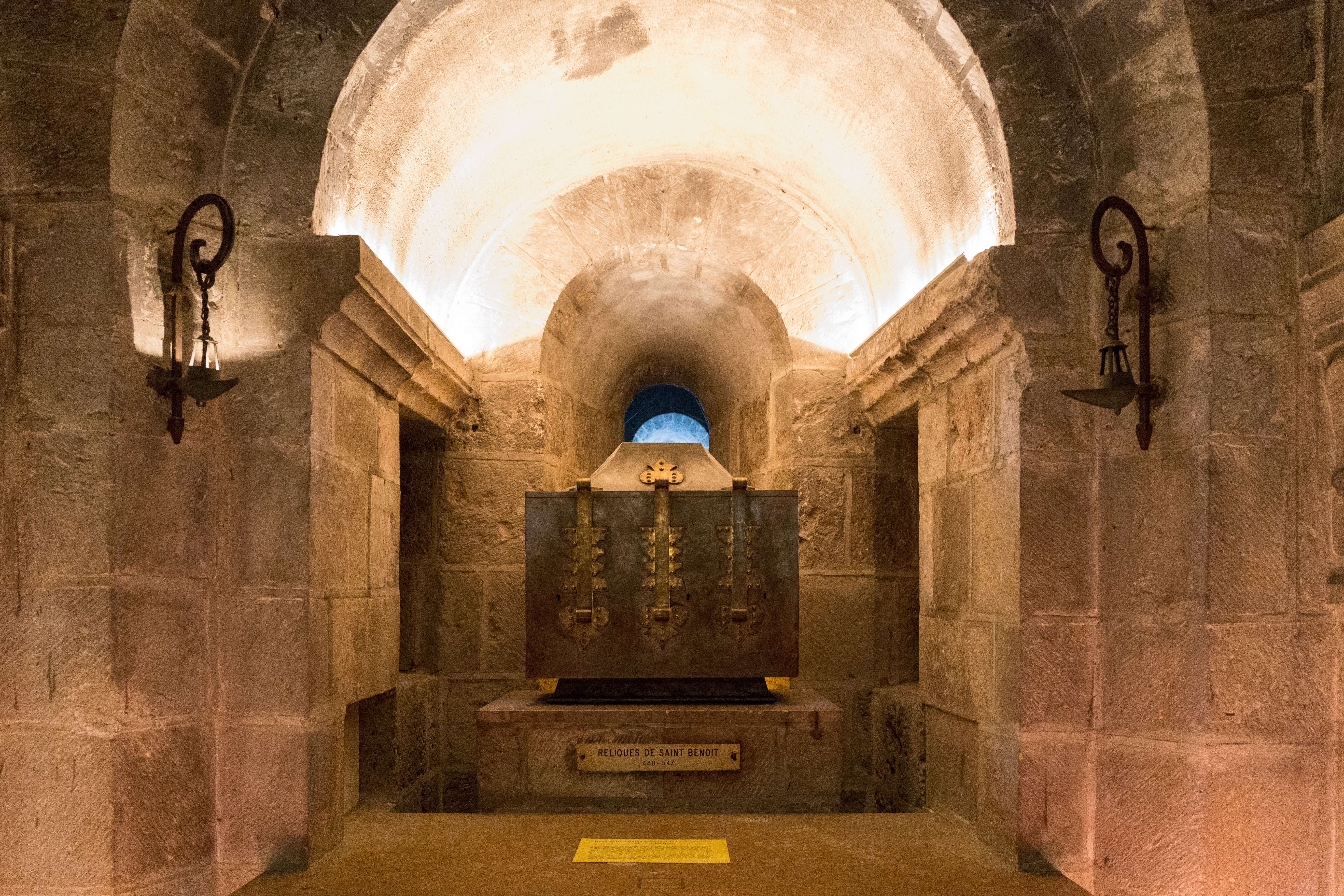
La confession des reliques de saint Benoît à l'abbaye de Saint-Benoît-sur-Loire
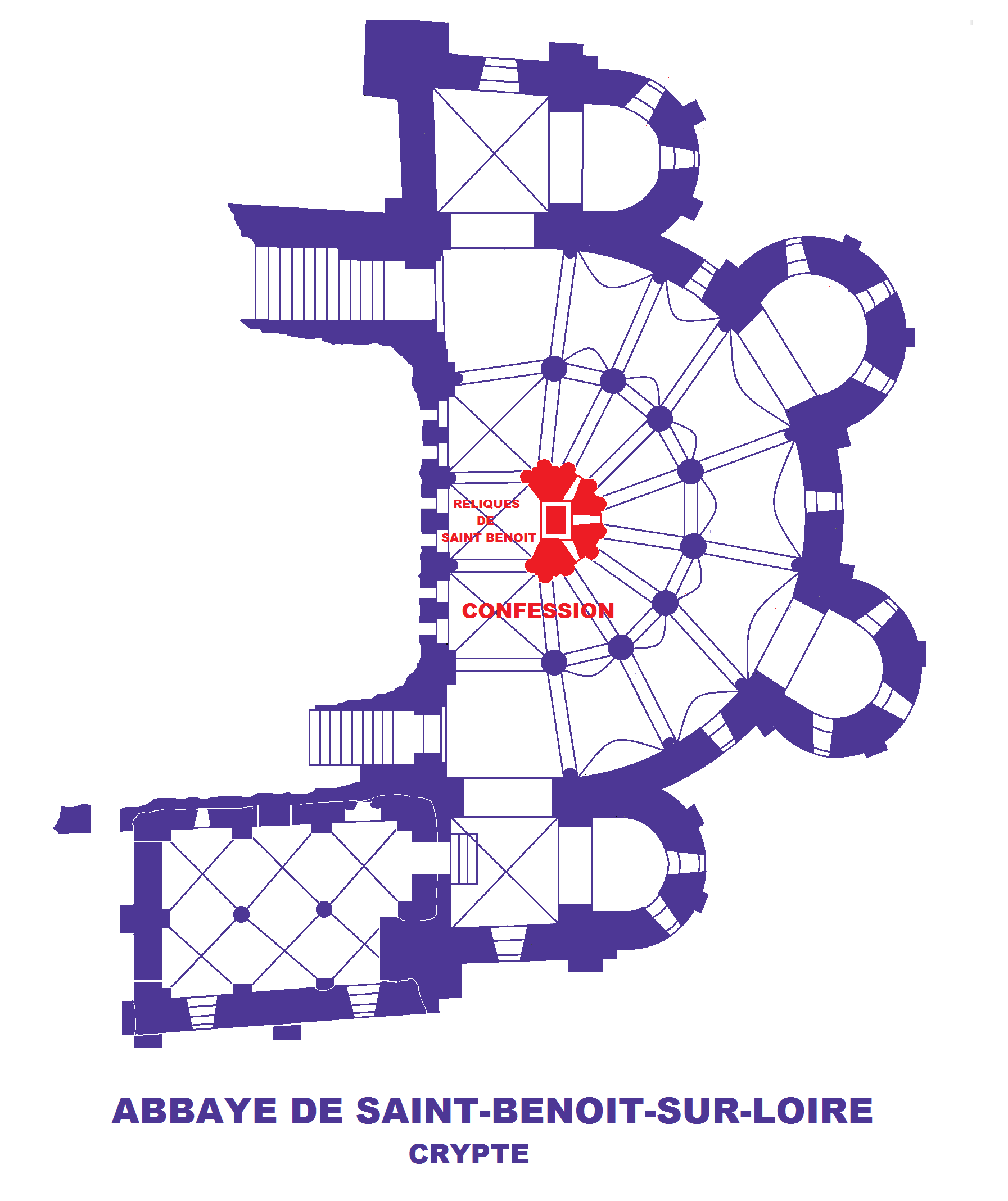
La confession de Saint-Benoît-sur-Loire